# 502-es busz
Az 502-es busz a budapesti agglomerációban közlekedő helyközi járat, Nagykáta és Szentlőrinckáta között közlekedik. 2016. október 2-áig 2335-ös jelzéssel közlekedett.

## Megállóhelyei
| 0  | Nagykáta, vasútállomás végállomás            | 26 | 491, 498, 499, 499, 500, 501, 517, 520, 521, 525, 527, 529 1348 S60 G60 Z60 gyorsvonat |
| 2  | Nagykáta, gimnázium                          | 24 | 491, 498, 499, 499, 500, 501, 517, 520, 521, 525, 527, 529                             |
| 4  | Nagykáta, okmányiroda                        | 23 | 491, 498, 499, 499, 500, 501, 517, 520, 521, 525, 527, 529                             |
| 5  | Nagykáta, templom                            | 22 | 491, 498, 499, 499, 500, 501, 517, 520, 521, 525, 529 1075, 1348                       |
| 6  | Nagykáta, Álmos utca                         | 21 | 491, 501                                                                               |
| 8  | Nagykáta, autóbusz-forduló                   | 20 | 491, 501                                                                               |
| 10 | Szentmártonkáta, autóbusz-forduló            | 16 | 491, 501                                                                               |
| 11 | Szentmártonkáta, posta                       | 15 | 491, 501                                                                               |
| 12 | Szentmártonkáta, templom                     | 14 | 491, 501, 503 1070, 1075                                                               |
| 19 | Kátai Állami Gazdaság bejárati út            | 7  | 503 1070, 1075                                                                         |
| 23 | Szentlőrinckáta, bejárati út                 | 3  | 486, 487, 503 1070, 1075                                                               |
| 24 | Szentlőrinckáta, Virág utca                  | 2  | 486, 487, 503                                                                          |
| 25 | Szentlőrinckáta, posta                       | 1  | 486, 487, 503                                                                          |
| 26 | Szentlőrinckáta, autóbusz-forduló végállomás | 0  | 486, 487, 503                                                                          |